# Hunter Rouse
Hunter Rouse (* 29. März 1906 in Toledo (Ohio); † 16. Oktober 1996 in Sun City (Arizona)) war ein US-amerikanischer Ingenieurwissenschaftler, der auf dem Gebiet der Hydrodynamik und Hydraulik arbeitete. Er war langjähriger Direktor des Iowa Center for Hydraulic Research (IIHR) an der University of Iowa und Dekan der dortigen Ingenieursfakultät (College of Engineering).

## Leben
Rouse studierte Bauingenieurwesen am Massachusetts Institute of Technology mit dem Bachelor-Abschluss 1929 und (nach Auslandsaufenthalten an Hydraulik-Laboratorien in Deutschland, unter anderem in Karlsruhe) 1932 seinen Master-Abschluss machte. Danach war er Instructor am MIT, danach an der Columbia University und ab 1936 Assistant Professor für Hydrodynamik am Caltech, wo er sich neben Experimenten zu Wasserwegen auch mit Sedimentationsprozessen beschäftigte. 1939 wurde er Professor an der Iowa State University. 1944 wurde er dort Direktor des IIHR und 1966 Dekan der Ingenieursfakultät, was er bis 1972 blieb. 1976 emeritierte er und zog nach Arizona, hielt aber noch bis ins hohe Alter Sommerkurse an der Colorado State University und lehrte gelegentlich an der Arizona State University.
Er ist in den USA für eine rationale Begründung der Hydraulik durch die hydrodynamische Theorie bekannt, was sich in mehreren verbreiteten Lehrbüchern niederschlug. Er produzierte mehrere Lehrfilme über Hydraulik, die bis heute relevant sind. Er schrieb eine Geschichte der Hydraulik und verfasste eine Übersicht über die von ihm aufgebaute Sammlung historischer Hydraulikbücher an der University of Iowa.
1991 erhielt er die John Fritz Medal der American Association of Engineering Societies und 1963 die Von-Karman-Medaille. 1975 wurde er Ehrendoktor der Universität Karlsruhe. 1979 wurde eine Vortragsreihe des ASCE nach ihm benannt und 1980 erhielt er den History and Heritage Award der ASCE. 1952/53 war er Fulbright Research Scholar. Er war Ehrenmitglied der ASCE (1973), der ASME (1967) und der International Association for Hydraulic Research (1985).
Er war Mitglied der National Academy of Engineering (1966) und der American Academy of Arts and Sciences (1958).
Er war mit der deutschstämmigen Dorothee Hüsmert verheiratet und hatte mit ihr zwei Söhne und eine Tochter. Sein Sohn Richard H. Rouse ist ein Mediävist.

## Schriften
- Fluid mechanics for hydraulic engineers, 1938, Reprint Dover 1961
- Elementary mechanics of fluids, New York, Wiley, London, Chapman and Hall 1946
- mit J. W. Howe Basic mechanics of fluids, Wiley 1953
- mit Simon Ince History of hydraulics, Dover 1957, 1963
- Herausgeber Advanced Mechanics of Fluids, Wiley 1959
- Hydraulics, mechanics of fluids, engineering education: selected writings of Hunter Rouse, Dover 1971 (Hrsg. John F. Kennedy, Enzo O. Macagno)
- Hydraulics in the United States 1776–1976, Institute of Hydraulic Research 1976